# Címerábra
Névváltozatok: 

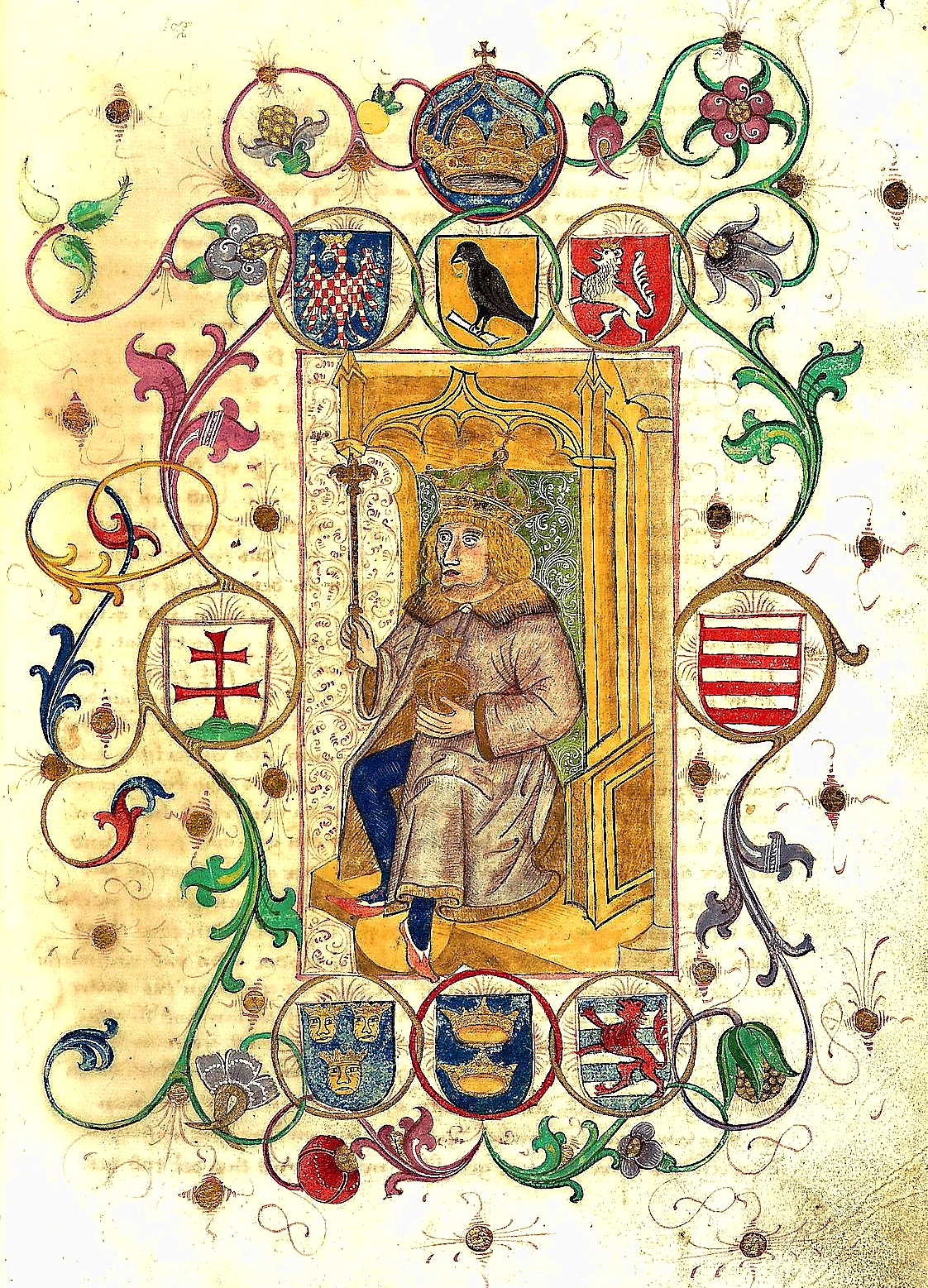
I. Mátyás magyar király címerképei és címerábrái a Thuróczi-krónikában

czímertárgy (Turul), czímer-sigla (Turul 1895/1. 9.), címerkép (embléma), jel (Püspöki Nagy, Rozsnyó 17. l. és 27. l.), alak (Forgon 622. l.), motívum, címeralak (Honismeret 1999/4. 8. és 9. l.), pajzsalak (Forgon 31. l.), pajzsbeli kép (Gömbös 36. l.), képlet (Nagy Iván III. 44. l., VI. 69. l.), czímertypus (Bárczay 7.), typus (Bárczay 8.)
de: Wappenfigur, Körper, Figur, en: device, armorial bearing, charge, fr: charge, pièces héraldiques, la: figura, symbolum, cz: figura, erbovní znamení, znakový znamení

Rövidítések
Címerábra szűkebb értelemben a pajzson előforduló mindenféle stilizált ábra. Mesteralakokra és címerképekre oszlanak.
A címerművészetben az ábrákat meghatározott szabályok szerint szerkesztik meg. Legfontosabb sajátságuk, hogy síkban ábrázolják őket. Tágabb értelemben címerábra lehet minden olyan kép, amely nemcsak a pajzson, hanem az egyéb címerrészeken és tartozékokon is előfordul. Ezeket (sisak, sisakdísz, sisaktakaró, pajzstartók stb.) már térben ábrázolják és  szinte kizárólag a címerképek közé tartoznak.
A címerábrák a hanyatló heraldika felfogása szerint olyan motívumok, melyek ábrákkal fejezik ki a címernek a tulajdonoshoz való viszonyát és ezért szimbólumnak tekintik azokat. Az élő heraldika korában azonban a címerábrák pusztán dekoratív funkciót töltöttek be és szerepük a címerviselő felismerhetőségének biztosítása volt a csatában. Ezért ekkoriban a címerek egyszerű ábrák voltak.

## A címerábrák eredete
A pajzsok színezése úgy keletkezett, hogy a pajzsot fémlemezzel, színes szövettel vagy bundabőrrel vonták be, később pedig a pajzs bevonására alkalmazott szövetet krétás enyvbe mártották és ezt festették be. Az élő heraldika korában ezért a pajzsokon alkalmazott egyes színárnyalatok nem voltak pontosan meghatározva, mert pl. a kék bársony más színű, mint a kék posztó és a kék posztó vagy a kék selyem stb. Amióta azonban a címereket már nem használják fegyverként, hanem festett képek, a színek határozottak.
Mivel a reneszánsz koráig olajfestékek nem voltak, és a tempera-, valamint az enyvfestéket az eső lemosta volna, kezdetben festés helyett kivágott képekkel díszítették a pajzsot. A középkorból is fennmaradt néhány festett és fémből készült címeres pajzs, de ezek csak díszpajzsok voltak, amelyeket nem harcban vagy lovagi tornán használtak, hanem ünnepi alkalmakkor, mint amilyen II. Vencel cseh király koronázási menetének pajzsa (1297), amelyen az oroszlán gyöngyökből volt kirakva és a karmai rubinból voltak. 
 
A pajzsot különféle módon alakították címeres pajzssá. Bőrrel, bundabőrrel és szövettel való vonták be, fémlemezekkel, pántokkal és szögekkel verték ki, természetes tárgyakat szögeztek rá és
bizonyos alakok körvonalait erősítették rá. Ezen képeket általában szövetből vágták ki. Később, amikor a pajzs már csak dísztárgy volt, a színeket és a címerábrákat festéssel tüntették fel rajta. A festett pajzsok enyves krétába áztatott vászonnal voltak bevonva.
A címerábrákat tulajdonképpen nem szabad árnyékolni, noha az élő heraldika korában ezek a pajzsra illesztett tárgyak és azok körvonalai voltak. A sisakot, sisakdíszt és sisaktakarót azonban árnyékoljuk és térben rajzoljuk meg, mert ezek kézzelfogható tárgyak. Megjegyzendő azonban, hogy a művészi vagy igényesebb kivitelkor a pajzson a mesteralakok körvonalai az egyik oldalon bizonyos esetekben vastagabbra rajzolhatók.

## A címerábrák osztályozása
A címerábrák felosztására különféle osztályozási módszerek alakultak ki.
Philipp Jacob Spener felosztása (1690):
1. mesteralakok
elsőosztályúak
másodosztályúak
 2. címerképek
1. természetesek
A. élők 
a. emberek
b. állatok
α. repülő
β. menő
γ. úszó
δ. csúszómászó
c. növények
B. élettelenek
a. égitestek
b. földiek – tűz, víz, föld
2. mesterségesek 
a. szerszámok
b. öltözék, ruházat
c. fegyverek
d. épületek
e. betűk, nevek

## A címerábrák szimbolikája
Maurice Keen Chivalry című könyvében kifejti, hogy a harcban már régóta használtak különféle jelvényeket a harcosok megkülönböztetésére. A középkori lovagoknál, akik tetőtől talpig páncéllal voltak beborítva, a festett pajzs lett az, amely meghatározta a harcos identitását és a származás fontosságának növekedésével, a 13. századtól a címerek örökletessé váltak, melyeket a heroldok és címerkirályok alaposan definiált szabályok által szabályoztak. Ezáltal a családi címer, melyet a lovag örökölt, jóval több lett, mint egy megkülönböztető jelvény, mivel a címerben testesült meg a családi büszkeség és történelem, amely egy rendkívül precíz jelképrendszer által a hősi erény mintája lett, melynek viselése megtisztelő volt a lovagra nézve és semmit sem tehetett, mely ezen foltot ejthetett volna.
José de Aldazaval szerint a címertan feltalálása azt szolgálta, hogy az ősök fénye és tisztelete fennmaradhasson a családban és azt a víziót erősítette, hogy a családtagok megőrzik dicső tetteiket.
Felix Cadet de Gassicourt és baron Edmond Du Roure de Paulin szerint minden vallás és tudomány alapját a jelképek alkotják. Amíg azonban a jelképeket mindenki láthatja, azok értelmezése általában csak a beavatottak számára van fenntartva. Ugyanez történt a heraldikával is, mert a címereket csak azok érthették meg, akik azonos értékekkel rendelkeztek. A középkor mélyreható szimbolizmusával átszőtt légkörében szerinte illogikus azt feltételezni, hogy a címereket mindenfélére jelképes ok nélkül tervezték meg, anélkül, hogy tudták volna, a jelképek mit jelentenek. Ezért a címerben látható mesteralakokat és címerképeket sem véletlenül választották ki, használatuk nemcsak a címerviselő puszta szeszélyének és képzeletének az eredménye. Ezzel az elmélettel nem értenek egyet azok, akik szerint a heraldikának nincs jelképes alapja és csupán az általános felfogás és értelmezés eredménye.
Robert Viel úgy vélte, hogy a heraldika nem pusztán a hősi lovagok és tornák korának visszatükröződése. Mivel a küzdő felek arcát teljesen eltakarta a zárt sisak, kénytelenek voltak olyan jelképeket létrehozni, melyek generációról generációra öröklődve a 13. században az első címerpajzsokká váltak. Használatuk szorosan kapcsolódott a címerviselő egyéniségéhez és jellemvonásaihoz. Ezen pajzsok tehát egyfajta nyitott könyvet alkottak, melyek pontosan ki tudták fejezni a viselőjük körülményeit és jellemzőit.
Pascal Gambirasio d'Asseux azzal érvel, hogy a címer a tulajdonosa egyfajta spirituális portréjaként szolgál, mely arra sarkall bennünket, hogy mélyedjünk el a leszármazók történelmében, eszményeiben és tetteiben. A pajzs, melyet a régi korokban az úrjelöltek viseltek, olyan üres acéltábla volt, melyet tetteik és teljesítményeik tartalmával tölthettek meg, válthattak élő képekre és hagyhattak az utódaikra egyfajta családi ikonként. A fiatalabb generációk ezt megőrizhették és megbecsülhették, ami így a leszármazók számára az identitás jelvénye, valamint az összetartozás kifejeződése lett.
Michel de Pastoureau a címerek jelentőségéről szólva azt hangsúlyozza, hogy tanulmányozásuk nemcsak a címerviselők személyének a meghatározását teszi lehetővé, hanem  rávilágít a jellemvonásaikra is. Ez mára új címerszemlélethez vezetett, amikor igyekszünk felderíteni a színválasztás, a pajzstagolás stb. minden okát és értelmét, melyek azok szándékain és elképzelésein vagy kulturális hóbortjain alapultak, akik létrehozták vagy használták ezen heraldikai jelképeket. Mindenféle beszélő címer vagy olyan, amelyik utal a címerviselő nevére, maguk a címer ábrái vagy a címerviselő hírneve, a képzeletbeli címerek, ez mind szorosan kapcsolódik a címerviselő személyiségéhez, mégpedig a heraldikai szimbolizmus által, mely egyszerre konkrét és költői.
Nicolas Vernot az  Armorial General de France számos címerének vizsgálata után azt hangsúlyozza, hogy kétség sem fér hozzá, hogy a címereket a viselőjük dicsőségének növelésére hozták létre. Ez nem tipikusan egyéni jellegzetesség, mert a tanulmányozott címereknél használatba vett számos címerábrát és heraldikai motívumot nem véletlenül választottak ki, hanem  azok a műben szereplő családok társadalmi törekvéseinek kifejezésére szolgáltak. A címerek így értékes forrásaként szolgálnak az adott kor kulturális ismereteinek felderítéséhez. Vernot ezért a címereket a családi identitás alapvető elemeként határozza meg, mert ezek lehetővé teszik a család motivációk, ideológiák, szakmák stb. tanulmányozását az adott társadalom erőviszonyai között.
Ezért azt feltételezhetjük, hogy a címer jelképei mély szimbolizmus hatása alatt állnak.  A heraldikai címerábrák kétféle hatás eredményeként jönnek létre: az adott ábra természete vagy jelentősége a valós világban, valamint a heraldikát létrehozó emberek tudatában élő képzelt értéke. Míg az elsőt a zoológia, a botanika vagy a természettudomány szempontjai szerint lehet értékelni, az utóbbi az emberi értelemben mítoszként és hiedelemként jelenik meg.
Minden címerábra szimbolikus értéke azonban az általa képviselt tulajdonságoknak köszönhetően alakul ki. Elvileg minden ábra lehet pozitív vagy negatív jellegű. Egy ágaskodó, kinyújtott mancsú oroszlán nem ugyanaz, mint a fekvő, sebesültként ábrázolt vagy csonka oroszlán.  Ez nem azt jelenti, hogy az első esetben a címerviselő magasztalja az elődeit, az utóbbi pedig lebecsüli, hanem az első esetben azt jelentheti, hogy az címerviselő az oroszlánnal „aktív“ módon fejezi ki utódai számára a saját bátorságát és kitűnőségét, míg a második esetben az oroszlán, mint egyfajta vadásztrófea „negatív“ módon jelképezi bátorságát, mellyel legyőzte az oroszlánt. Ugyanez mondható el a többi címerábráról is, a logikus megfontolások megtartásával.
A szimbólumok rendszeréhez tartozik az is, hogy egy adott címerábra hányszor fordul elő a pajzson, mert a számoknak is külön jelentése lehet. A különféle szimbólumok fontos szerepet töltenek be a Bibliában, különösen a Jelenések könyvében, mely a legnagyobb hatást gyakorolta a középkori ikonográfiára. Eszerint Isten a világot a számok által teremtette meg. Órigenész és Szt. Ágoston, valamint a Biblia glosszátorai minden számnak külön jelentést tulajdonítottak. A középkori emberekre hatással volt a geometria és az aritmetika, melyeket a trivium és a quadrivium részeként tanítottak, miként azt Olivier Beigbeder is kifejti.
Az 1-es szám, egyaránt kifejezi az emberi és isteni jelleget. A legtöbb állat, ember, növény és tárgy egyes számban jelenik meg címereken. A 2-es az ellentétek egységét fejezi ki (test és lélek stb.), míg a manicheizmuson alapuló albigens nézetekben az ellentétes princípiumok (jó és rossz, férfi és nő stb.) kifejeződése, melynek egyik megjelenítése lehet a szembenéző helyzet a heraldikában. Ezen grafikai megoldás által a dualizmus az egységben oldódik fel. A 3-as a Szentháromság száma, melyet az egyenlő szárú háromszög fejez ki. Ennek éle a heraldikában lefelé mutat és így három címerábra esetén a szokásos helyzetük: kettő fent, egy lent. A 4-es a tetramorf, azaz négyalakú lény száma (mely a négy evangélistát jelképező négy lényt: angyal = Máté; oroszlán = Márk; ökör = Lukács; sas = János, egy alakban ábrázolja; Ezékiel 1, 5-10); a négy paradicsomi folyó, a világ négy sarkának a száma. Ha tehát a pajzson négy címerkép látható, kétféleképp rendezhetők el, kereszt alakban, mely Jézus keresztjére emlékeztet vagy négyzet alakban, ami azt az óhajt jelképezi, hogy Jézus királysága a világ mind a négy sarkára kiterjedjen. Az 5-ös Dávid öt kavicsát jelképezi, mellyel leterítette Góliátot, Jézus öt sebét, az öt érzékszervet, jelenti, melynek heraldikai ábrázolása a harántkeresztes forma. A 6-os megfelel a teremtés hat napjának. Az első három nap Isten megteremtette az élettelen dolgokat, majd a másik három napon az élőlényeket. Ennek heraldikai megfelelője a címerképek két hármas oszlopban történő ábrázolása. A 7-es az Apokalipszis fokozatainak felel meg.  Mágikus szám, mely megfelel a hét napjainak, a hét emberi életkornak, a hét kegyelemnek, a hét szentségnek, az imádság hét kánoni órájának, a hét görög bölcsnek, a tudás hét tárgyának (trivium és quadrivium). A heraldikában a címerképek elrendezhetők a pajzs széle mentén, két hármas oszlopban, fent egy címerábrával, három sorban (2-3-2) stb. A 8-as a keresztelő utáni újjászületést jelképezi, mely a heraldikában a rámára helyezett címerképek alakjában jelenik meg, mellyel a címertörést is ki lehet fejezni. A 9-es az angyalok három csoportjának száma, a Szentháromság háromszorosa. A heraldikában általában három oszlopba rendezett címerképek csoportjaként jelenik meg. A 10-es a tízparancsolat és Dávid király tízhúrú hárfájának a száma, melyen a mennyei zenét adta elő. A heraldikában különféle csoportokban elrendezett tízes címerképekként jelenik meg (pl. 4-3-2-1). A 11-es ambivalens, mert a tízparancsolat megszegését, a bűnt, a jogtalanságot jelképezi, másrészt azon apostolok számának is megfelel, akik Júdás árulása után hűek maradtak Jézushoz. Ezért a legjobban jelképezi az emberi erényeket és hibákat is. A 12-es az apostolok és Herkules tetteinek, valamint az év hónapjainak és a (középkori hagyomány szerint a) 12-12 nappali, illetve esti órának a száma. A 13-as szerencsétlen szám, melyet az eredendő bűnnel hoznak összefüggésbe. Számos címerábra (gyűrű, bizánci, csillag) akár 13-szor is megjelenhet a pajzson. A 14-es szám a Bibliában genealógiai értelmű, mert Máté evangéliuma Jézus genealógiájával kezdődik, mely három fázison át tart, egyenként 14 generációban. A heraldikában általában ez a legnagyobb alkalmazott szám. Általában a rámán feltüntetett kis címerképek alakjában fordul elő. Ennél több címerkép feltüntetése vagy pajzstagolás használata már értelmetlen, mert  a jelképek túlzottan kicsivé válnak.

## A címerábrák identifikálása
Charles Norton Elvin: A Dictionary of Heraldry. London, 1889
L.-A. Duhoux d'Argicourt: L'Alphabet et figures de tous les termes du blason. Paris, 1899

## Lásd még
- Címerkép
- Mesteralak
- Címerhatározó